# Thomassinia gebioides
Thomassinia gebioides is een tienpotigensoort uit de familie van de Callianideidae. De wetenschappelijke naam van de soort is voor het eerst geldig gepubliceerd in 1979 door de Saint Laurent.